# Odla (vattendrag i Vitryssland)
Odla (ryska: Одла) är ett vattendrag i Belarus.   Det ligger i voblasten Hrodna voblast, i den västra delen av landet, 250 km väster om huvudstaden Minsk.
Trakten runt Odla består till största delen av jordbruksmark. Runt Odla är det ganska glesbefolkat, med 29 invånare per kvadratkilometer.